# 佐々木舞子
佐々木舞子（ささき まいこ、1984年2月13日 - ）は、主に秋田県を中心に活動するローカルタレント。
秋田県大仙市（旧大曲市）出身。角館南高校卒。医療系専門学校、地元大曲での就職を経て秋田フォーラスのアパレル販売員として働いていた2007年頃、通勤時に聞いていたFMラジオの放送に興味を抱きエフエム秋田の番組アシスタントに応募、採用された。以後テレビ・ラジオ番組のパーソナリティ等の活動をした。販売員の経験を活かした人当たりの良さが特徴で、秋田放送のテレビ番組『週刊エビス堂』では、街の人の笑顔を探すコーナー「探せ！エビス顔大賞」のレポーターを務めた。
なお、2011年3月30日の『水曜流行研究室エレきてる!』を最後にパーソナリティ等から引退した。引退の理由について公言していないが、2011年3月25日放送の『Go!Go!FRI☆デナイト』で引退の理由を募集する企画を行った結果、「膝の故障」ということになった。

## 主な過去の担当番組
- エフエム秋田 『水曜流行研究室エレきてる!』
- エフエム秋田 『Go!Go!FRI☆デナイト』
- 秋田放送 『週刊エビス堂』